# 11 O’Clock Tick Tock
11 O’Clock Tick Tock – piosenka rockowej grupy U2, promująca jej debiutancki album, Boy. Utwór został wyprodukowany przez legendarnego producenta Martina Hannetta, znanego głównie z pracy z Joy Division. Na początku lat 80. piosenka była jednym z najpopularniejszych utworów zespołu wykonywanych na żywo. Znalazła się ona tym samym na albumie nagranym na żywo, Under a Blood Red Sky.
Piosenka była drugim wydanym singlem w historii zespołu. Jako utwór dodatkowy na wydaniu singla znalazł się „Touch”. Był on często grany w trakcie występów podczas trasy Boy Tour.

## Lista utworów
1. „11 O’Clock Tick Tock” – 3:44
2. „Touch” – 3:21

Jedyne wydanie singla na 7" dostępne w Irlandii i Wielkiej Brytanii.